# Самуилов надпис
Самуиловият надпис е старобългарски епиграфски паметник от 993 г. Смята се, че е сред най-старите датирани надписи на кирилица. Днес се намира в Националния исторически музей в София.

## История
Надписът представлява частично повредена мраморна плоча, открита през 1888 г. при строежа на църквата „Свети Герман“ при село Герман, Преспанско, днес в Гърция. Издълбан е по нареждане на цар Самуил (997 – 1014) в памет на родителите му комит Никола и Рипсимия и брат му Давид. Състои от 11 реда, изписани в стила на т. нар. стар унциал, повлиян от ръкописния литургичен унциал.
За пръв път надписът е обнародван от директора на Руския археологически институт в Константинопол Фьодор Успенски през 1899 г., като почти едновременно за него се произнасят Константин Иречек, Тимотей Флорински и Любомир Милетич. През 1916 г. надписът е пренесен в София от етнографа към Първа българска армия писателят Стефан Костов.